# E. M. Forster
Edward Morgan Forster (London, 1. siječnja 1879. – Coventry, 7. lipnja 1970.), engleski pisac, esejist i književni i društveni kritičar. Smatra se jednim od najvažnijih engleskih romanopisaca 20. stoljeća. Najpoznatije djelo mu je roman Put do Indije (1924.), o civilizacijskom srazu kolonizatora s autentičnom indijskom sredinom.

## Životopis
Otac arhitekt mu umire vrlo rano. Odgajaju ga majka i tetke s očeve strane. Vrijeme provedeno u školi u Kentu kasnije će biti poticaj za Forsterovu kritiku britanskog školskog sustava. Studirajući na Cambridgeu (King's College) stječe intelektualnu slobodu i prostor za oblikovanje vlastitih intelektualnih nagnuća. Nakon studija se posvetio pisanju.
Ubraja se među najvažnije engleske romanopisce 20. stoljeća. Svjetonazorski, zastupa individualistički humanizam, utemeljen na liberalnim idejama, slično Thomasu Mannu. U srži njegovog djela je sukob spontanosti i konvencija. Svoje glavno djelo "Put do Indije" (1924.) je napisao nakon dva putovanja na tamošnji potkontinent. U tom romanu prikazuje sraz britanskih kolonizatora s autentičnom indijskom sredinom. Pred izbijanje Drugog svjetskog rata oštro osuđuje totalitarne režime i ističe idelae Michela de Montaignea i Erazma. Njegovo djelo postaje poznatije svjetskoj publici tek krajem 20. stoljeća, kada su mu ekranizirani romani "Soba s pogledom" (1908.) i "Howards End" (1910.). Roman homoseksualne tematike "Maurice" je objavljen nakon piščeve smrti, a napisan mnogo ranije.

## Djela (nepotpun popis)
- "Soba s pogledom" (A Room with a View, 1908.)
- "Howards End" (1910.)
- "Put do Indije" (A passage to India, 1924.)
- "Marianne Thornton", biografija pratetke, 1956.
- "Maurice" (roman, objavljen posmrtno 1971.)